# Alan Alborn
Alan Jacob Alborn, né le 13 décembre 1980 à Anchorage (Alaska), est un sauteur à ski américain.

## Biographie
Il fait ses débuts en Coupe du monde en 1998 et obtient son meilleur résultat en décembre 2001 en se classant quatrième à Engelberg. En 2001, il obtient la huitième place sur le classement final du Grand Prix d'été.
Il prend part à trois reprises aux Jeux olympiques en 1998, 2002 et 2006, obtenant son meilleur résultat individuel sur le petit tremplin à Salt Lake City en 2002. Il prend sa retraite sportive après une saison 2006-2007 sans succès.
Domestiquement, il remporte un total de six titres de champion des États-Unis et détient un record national avec une distance en vol à ski de 221,5 mètres à Planica en 2002.
En 2014, il est l'entraîneur de l'équipe fémine américaine de saut à ski, qui prend part aux premier concours de saut olympique pour les dames.

## Palmarès

### Jeux olympiques
| Épreuve / Édition | Nagano 1998 | Salt Lake City 2002 | Turin 2006 |
| Petit tremplin    | 42e         | 11e                 | 40e        |
| Grand tremplin    | 44e         | 34e                 | 43e        |
| Par équipes       | 12e         | 11e                 | 14e        |

### Championnats du monde
| Épreuve / Édition | Ramsau 1999 | Lahti 2001 | Val di Fiemme 2003 |
| Petit tremplin    | 40e         | 23e        | 29e                |
| Grand tremplin    | 27e         | 41e        | 34e                |

### Championnats du monde de vol à ski
| Épreuve / Édition | Harrachov 2002 | Kulm 2006 |
| Individuel        | 32e            | 34e       |

### Coupe du monde
- Meilleur classement général : 20e en 2002.
- Meilleur résultat individuel : 4e.

#### Classements en Coupe du monde
| Année     | Classement général final |
| 1998-1999 | 58e                      |
| 1999-2000 | 54e                      |
| 2000-2001 | 55e                      |
| 2001-2002 | 20e                      |
| 2002-2003 | 63e                      |
| 2004-2005 | 91e                      |
| 2005-2006 | 76e                      |